# Riāsi
Riāsi är en ort i Indien.   Den ligger i unionsterritoriet Jammu och Kashmir, i den norra delen av landet, 500 km norr om huvudstaden New Delhi. Riāsi ligger 521 meter över havet och antalet invånare är 8 101.
Terrängen runt Riāsi är varierad. Runt Riāsi är det ganska tätbefolkat, med 134 invånare per kvadratkilometer. Närmaste större samhälle är Katra, 13,6 km sydost om Riāsi. Trakten runt Riāsi består till största delen av jordbruksmark.